# Villeneuve-lès-Lavaur
Villeneuve-lès-Lavaur – miejscowość i gmina we Francji, w regionie Oksytania, w departamencie Tarn.
Według danych na rok 1990 gminę zamieszkiwały 153 osoby, a gęstość zaludnienia wynosiła 25 osób/km² (wśród 3020 gmin regionu Midi-Pireneje Villeneuve-lès-Lavaur plasuje się na 910. miejscu pod względem liczby ludności, natomiast pod względem powierzchni na miejscu 1400.).